# William Shipley

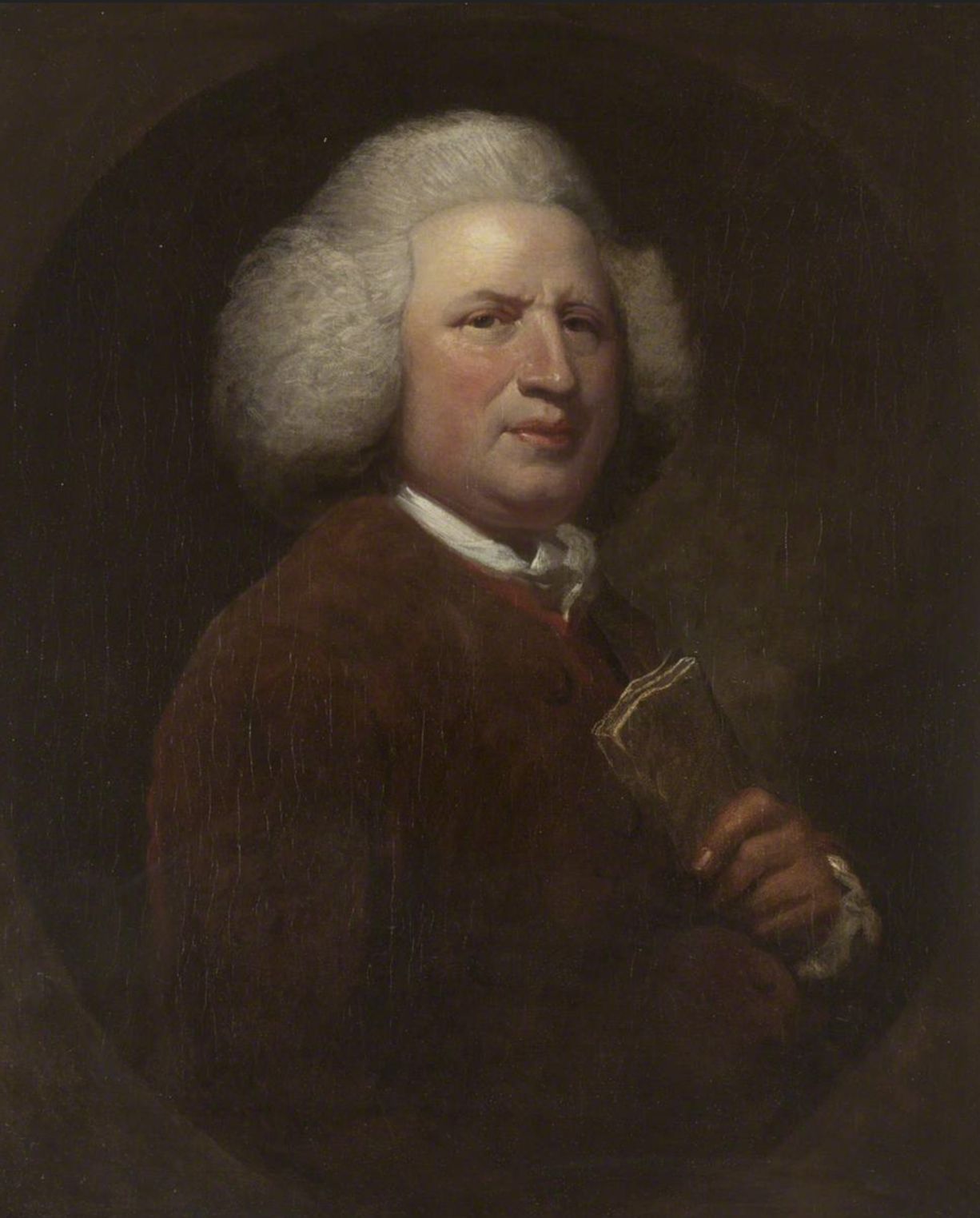
Der Gründer der Royal Society of Arts William Shipley, porträtiert von Richard Cosway (1751)

William Shipley (* getauft am 2. Juni 1715 in Maidstone, Kent; † 28. Dezember 1803 ebenda) war ein britischer Zeichenlehrer, Kunstförderer, Erfinder und Gründer der späteren Royal Society of Arts.

## Leben
William Shipley wurde in Maidstone geboren, verlor früh seinen Vater und wurde anschließend von seinem Großvater in London erzogen. Von 1747 bis 1751 betrieb er erfolgreich eine Zeichenschule in Northampton und engagierte sich in der dortigen Philosophischen Gesellschaft. Im Jahr 1754 gründete er in London die „Society for the Encouragement of Arts, Manufactures and Commerce“, die bald Preise für Innovationen, beispielsweise in den Bereichen Farbstoffe und Baumzucht, vergab. 1755 wurde er zum ständigen Mitglied ernannt und erhielt 1758 eine Goldmedaille. Bis etwa 1760 war er als Registrar aktiv. 1767 heiratete er Elizabeth Miller. Das Paar hatte zwei Kinder, von denen eines früh verstarb.  Nach der Gründung einer lokalen „Gesellschaft für nützliche Kenntnisse“ zog er 1768 nach Maidstone zurück, blieb aber in der Kunstszene aktiv und wurde 1791 Fellow der Linnean Society. Bis zu seinem Tod im Jahr 1803 prägte er die Kunstförderung und Erfindungen maßgeblich. William Shipley  war kein bildender Künstler im konventionellen Sinne, sondern wirkte als Zeichenlehrer und Innovator. Er entwickelte unter anderem ein Verfahren zur Schuhimprägnierung mit Zinnfolie. Seine Prioritäten lagen auf Unterricht, der Förderung des Kunstgewerbes und technischen Innovationen. In diesem Sinne lässt sich sein Wirken als eine frühe Mischung aus künstlerischem Engagement, angewandter Forschung und sozialem Unternehmertum charakterisieren.